# Луговий Єгор Сергійович
Єго́р Сергі́йович Лугови́й (нар. 9 квітня 1995, Суми, Україна) — український футболіст, півзахисник клубу «Суми».

## Життєпис
Народився в Сумах, футбольний шлях розпочав у місцевій «Зміні». У ДЮФЛУ також виступав за «Металіст» (Харків), «Динамо» (Київ) та РВУФК (Київ). З 2012 по 2015 рік виступав у юнацькій та молодіжній команді донецького «Металургу». Після розформування донецького клубу разом з іншими молодими гравцями перейшов до дніпродзержинської «Сталі», але в грудні 2015 року залишив розташування клубу. У середині лютого 2016 року підписав контракт з ПФК «Сумами». Дебютував у футболці «городян» 26 березня 2016 року в програному (0:2) виїзному поєдинку 19-о туру першої ліги проти кіровоградської «Зірки». Єгор вийшов на поле в стартовому складі та відіграв увесь матч. Наприкінці червня 2016 року в Лугового завершився термін дії контракту й він залишив розташування клубу як вільний агент. У лютому 2017 року повернувся до сумського клубу, де пройшов перегляд, за результатами якого гравець та клуб вирішили відновити співпрацю. В липні 2017 року продовжив контракт з клубом. У складі ПФК «Сум» основним гравцем не став, зіграв 7 матчів.
У 2017 році виїхав до Вірменії, де став гравцем місцевого клубу Першої ліги ФК «Арцах». У футболці цієї команди зіграв також 2 поєдинки у кубку Вірменії. Відіграв у вірменському клубі півроку. А наприкінці лютого 2018 року повернувся до складу сумського колективу.